# Россомандо, Анна
Анна Россомандо (итал. Anna Rossomando, родилась 30 июня 1963 года в Турине) — итальянский политик, секретарь Палаты депутатов Италии от Демократической партии.

## Биография
Получила юридическое образование, специалист по уголовным делам. Заседает в Палате депутатов Италии с 29 апреля 2008 года от Демократической партии Италии. Избрана повторно в Палату депутатов 24—25 февраля 2013 года от I избирательного округа Пьемонта, с 19 марта — секретарь Палаты депутатов.
По итогам парламентских выборов 2018 года избрана в Сенат Италии по списку Демократической партии от 1-го многомандатного округа Пьемонта.
28 марта 2018 года избрана заместителем председателя Сената Марии Элизабетты Альберти-Казеллати.